# Provincie Džizán
Džizán je jedna z provincií Saúdské Arábie. Leží v historickém regionu Jižní Arábie v jihozápadní části země na jihu Arabského poloostrova. Hlavním městem provincie je Džizán. V roce 2022 v celé provincii žilo přibližně 1,4 milionu obyvatel. Po provincii al-Báha jde z hlediska rozlohy o druhou nejmenší provincii v zemi. Na své jižní hranici sousedí s Jemenem, na západě pak provincie hraničí s Rudým mořem. Provincie Džizán má nejvyšší hustotu zalidnění ze všech saúdskoarabských provincií.
Součástí provincie je také asi 200 ostrovů nacházejících se v Rudém moři (například Farasanské ostrovy). Provincie se dělí na 16 guvernorátů a celkem 31 marákiz. Regionem prochází také pohoří Saravát. Asi 90 % obyvatel regionu hovoří arabsky, v minulosti byla nicméně provincie předmětem sporů mezi Saúdskou Arábií a Jemenem.